# Ostiarius
Ostiarius (von lateinisch ostiarius ‚Torhüter, Pförtner‘, eingedeutscht Ostiarier; auch Janitor/Ianitor) bezeichnet ein historisches kirchliches Amt bzw. einen Hofbeamten am königlichen oder päpstlichen Hof.

## Ostiarier als kirchliches Amt
In der frühen Kirche hatte der Ostiarier die Aufgabe, das Kirchengebäude und die Eingänge zu bewachen und in Ordnung zu halten, gegebenenfalls auch den Friedhof. Er empfing die Gottesdienstbesucher, versorgte das Ewige Licht bei den Reliquien und läutete die Glocken, seit diese in Gebrauch kamen. Bei der heiligen Messe war es bis zum frühen Mittelalter üblich, dass die nicht vollberechtigten Mitglieder der Gemeinde – die Taufbewerber, Büßer und eventuell anwesenden Nichtchristen – nach den Lesungen und Gebeten der Vormesse die Kirche verlassen mussten; in einigen Regionen entließ sie der Diakon mit einem Segensgebet, und Aufgabe des Ostiariers war es, darauf zu achten, dass alle ohne Zögern aus der Kirche gingen („ne quis retardaretur in templo“).
Die Ostiarier wurden bald zu Klerikern und gehörten zum Gefolge des Bischofs. Ihr realer Dienst wurde zunehmend von Laienmitarbeitern (Mansionarii, heute Küster) ausgeübt; in Rom war die Beauftragung als Ostiarier bereits ab dem 4. Jahrhundert nur noch die unterste der vier Niederen Weihen, die vor der Priesterweihe durchlaufen werden mussten. Ein Weiheritus zum Ostiarier ist in der römischen Liturgie im 10. Jahrhundert bekannt, im Frankenreich war er bereits früher in Gebrauch. Er wurde im 13. Jahrhundert von Durandus von Mende überarbeitet und war bis zur Liturgiereform durch das Zweite Vatikanische Konzil im Pontificale Romanum enthalten.
Seit dem Motu proprio Ministeria quaedam Papst Pauls VI. vom 15. August 1972 werden die Niederen Weihen als „Beauftragungen“ oder „Dienste“ verstanden, die nicht mehr von Klerikern ausgeübt werden müssen. Gesamtkirchlich verbindlich sind darin nur die Aufgaben des Lektors und des Akolythen, Ostiarier und Exorzisten gehören nicht mehr dazu.
In manchen Klöstern wird derjenige Ostiarier genannt, der beim Ein- oder Auszug der Gemeinschaft in den Chorraum oder das Refektorium die Türen zu öffnen und hinter der Prozession wieder zu schließen hat. Zu diesem Dienst wird wochenweise, beginnend mit der ersten Vesper des Sonntags, in einem besonderen Ritus beauftragt.